# Мјанмар на Светском првенству у атлетици на отвореном 2017.
Мјанмар је учествовао на Светском првенству у атлетици на отвореном 2017. одржаном у Лондону од 4. до 13. августа четрнаести пут. Репрезентацију Мјанмара представљао је 1 такмичар који се такмичио у трци на 800 метара.,
На овом првенству такмичар Мјанмар није освојио ниједну медаљу нити је остварио неки резултат.

## Учесници
Мушкарци:
- Pyae Sone Maung — 800 м

## Резултати

### Мушкарци
| Атлетичар       | Дисциплина | Лични рекорд | Квалификације | Квалификације | Полуфинале           | Полуфинале           | Финале               | Финале       | Детаљи |
| Атлетичар       | Дисциплина | Лични рекорд | Резултат      | Место         | Резултат             | Место                | Резултат             | Место        | Детаљи |
| --------------- | ---------- | ------------ | ------------- | ------------- | -------------------- | -------------------- | -------------------- | ------------ | ------ |
| Pyae Sone Maung | 800 м      | 2:00,01      | 2:13,38       | 8. у гр. 1    | није се квалификовао | није се квалификовао | није се квалификовао | 44 / 44 (49) |        |